# Cases Dalmau i Lorente
Les Cases Dalmau i Lorente són un conjunt d'edificis del municipi de Portbou (Alt Empordà) que forma part de l'Inventari del Patrimoni Arquitectònic de Catalunya. Estan situades dins del nucli urbà de la població de Portbou, a la banda de migdia del terme, formant cantonada entre els carrers del Mercat, de les Monges i el passatge de la Renfe.

## Descripció
Es tracta de dos blocs d'habitatges situats en una mateixa illa edificada. Són edificis de planta rectangular, amb la coberta plana utilitzada de terrat. La casa Dalmau, a la banda de ponent del conjunt, està distribuïda en planta baixa i pis, mentre que la casa Lorente, a llevant, té dues plantes superiors. Ambdues construccions presenten el mateix tipus d'obertures i la mateixa distribució simètrica d'aquestes. Totes les obertures són rectangulars i amb els emmarcaments d'obra, a la part superior decorats a manera de guardapols. La línia divisòria entre els diferents nivells està marcada per una senzilla motllura horitzontal. Els edificis estan rematats per grans cornises motllurades que integren la barana d'obra del terrat. Les construccions estan arrebossades i pintades.

## Història
Segons el fons documental del COAC, aquest edifici va ser construït entre els anys 1952-1954 per encàrrec d'Andreu Dalmau i Puignau i fou projectat per l'arquitecte Claudi Diaz Pérez, qui seria posteriorment seria l'arquitecte municipal de Roses. La construcció correspon a una evolució de l'estil de la dècada de 1930, en la postguerra.